# Theodor Mazer
Theodor Alfred Mazer, född den 31 oktober 1845 i Storkyrkoförsamlingen, Stockholm, död den 1 augusti 1936 i Klara församling, Stockholm, var en svensk präst- och skolman.
Mazer, som blev filosofie kandidat vid Uppsala universitet 1877, tjänstgjorde som extralärare i Stockholm från 1878 och var adjunkt vid Norra latinläroverket 1891-1910. Han prästvigdes 1890 och blev extra ordinarie hovpredikant 1894.
Bland hans skrifter märks Bibelbetraktelser (1884), Ord till ungdomen (1892), Tal från predikstol och altare (1897), Sanningsfrön, levnadsteckningar över Anders Collin, Johan Dillner och Carl Henrik Bergman samt tidskriftsuppsatser av pedagogiskt innehåll.